# Regāb
Regāb (persiska: رگاب, گاب) är en ort i Iran.   Den ligger i provinsen Hormozgan, i den sydöstra delen av landet, 1 000 km sydost om huvudstaden Teheran. Regāb ligger 479 meter över havet och antalet invånare är 189.
Terrängen runt Regāb är platt. Runt Regāb är det glesbefolkat, med 13 invånare per kvadratkilometer. Närmaste större samhälle är Hīzbandegān, 4,1 km nordost om Regāb. Trakten runt Regāb är ofruktbar med lite eller ingen växtlighet.